# Henri Sijthoff Prijs

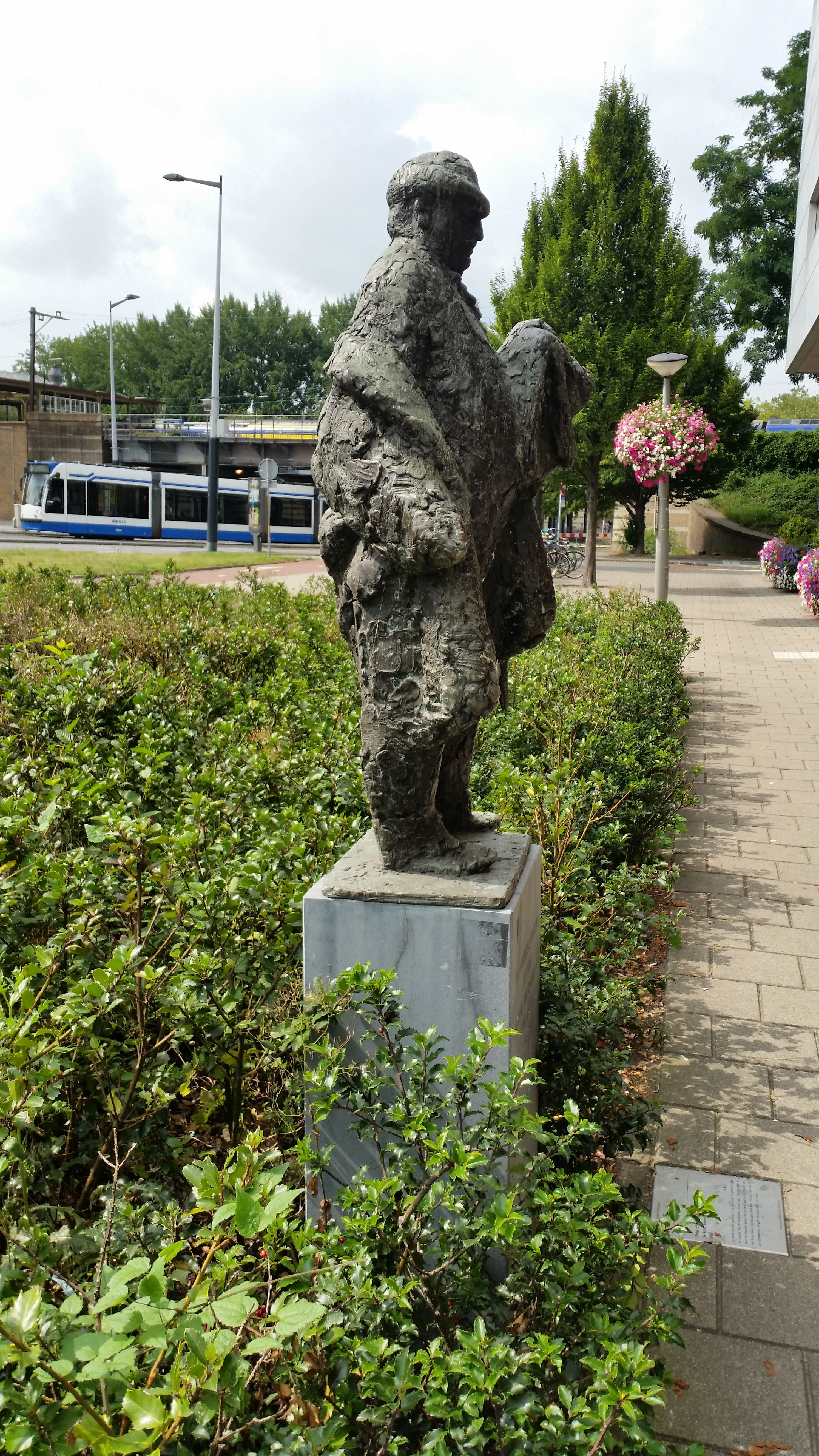
Het prijsbeeldje is een miniatuur van "Beursmannetje"

De Henri Sijthoff Prijs, later FD Henri Sijthoff Prijs is een prijs voor ondernemingen die zich in hun financiële verslaglegging hebben onderscheiden. De prijs werd ingesteld door Het  Financieele Dagblad om bij te dragen aan een betere financiële publiciteit.
De jaarlijkse prijs werd genoemd naar uitgever Henri Sijthoff (1887-1927), op initiatief van diens zoon Henk Sijthoff, die in 1954 eigenaar en directeur van de krant was.
De normen voor de beoordeling zijn meerdere keren opnieuw geformuleerd. In 1954 was de prijs bestemd voor het beste jaarverslag, later werd breder gekeken en kwamen ook andersoortige verslagen of websites in aanmerking. In 2007 werd een prijscategorie ingesteld voor niet-beursgenoteerde ondernemingen. De prijzen worden uitgereikt in drie categorieën: 
- AEX beursgenoteerde bedrijven
- Small en Midkap-bedrijven
- Niet-beursgenoteerde bedrijven

Tot de genodigden voor het uitreikingsdiner behoren ceo’s, cfo’s en voorzitters van raden van commissarissen.

## Plaquette werd beeldje
In 1954 bestond de prijs uit een houten plaat met een bronzen plaquette in de vorm van het toenmalige kantoor van Het Financieele Dagblad aan het Rokin 113 in Amsterdam. Sinds 1969 bestaat de prijs uit een replicabeeldje van een krantlezende man. Het originele beeld werd 1969 aan de Gemeente Amsterdam aangeboden door Het Financieele Dagblad. Het beeld was ter herinnering aan de oprichting van de ‘Dagelijksche Beurscourant’, waaruit Het Financieele Dagblad is voortgekomen. Het door beeldhouwer Pieter d'Hont gemaakte beeld staat in Amsterdam aan de voorzijde van het FD-kantoor aan het Prins Bernhardplein.

## Winnaars

### AEX beurs genoteerde bedrijven
(periode 1953- 2012(PDF)
- 2013 BinckBank NV
- 2014 Koninklijke DSM NV
- 2015 Randstad Holding NV
- 2016 SBM Offshore NV
- 2017 Koninklijke DSM NV
- 2018 Randstad Holding NV
- 2019 Royal Dutch Shell Plc
- 2020 ASR Nederland NV
- 2021 ING Groep NV
- 2022 ING Groep NV
- 2023 ASML NV

Bijgewerkt tot en met 24 januari 2024(PDF).

### Overige AEX beurs genoteerde bedrijven
(periode 1953- 2012(PDF)
- 2013 Achmea BV
- 2014 NN Group NV
- 2015 Sligro Food Group NV
- 2016 Fugro NV
- 2017 TKH Group NV
- 2018 Arcadis NV
- 2019 Sligro Food Group NV
- 2020 Van Lanschot Kempen NV
- 2021 Aalberts NV
- 2022 Aalberts NV
- 2023 Post NL NV

Bijgewerkt tot en met 24 januari 2024(PDF).

### Niet-beurs genoteerde bedrijven
(periode 1953- 2012(PDF)
- 2013 Achmea BV
- 2014 Koninklijke Schiphol Group NV
- 2015 Alliander NV
- 2016 Volksbank NV
- 2017 Koninklijke Schiphol Group NV
- 2018 Alliander NV
- 2019 Tennet Holding BV
- 2020 Royal_Swinkels NV
- 2021 Nederlandse Spoorwegen NV
- 2022 NS NV
- 2023 Alliander NV

Bijgewerkt tot en met 24 januari 2024(PDF).